# Temporada da NFL de 2016
A Temporada de 2016 da NFL é a 97ª temporada regular da National Football League (NFL), a principal liga profissional de futebol americano dos Estados Unidos, que começou em 8 de setembro de 2016, em um jogo teve o campeão da temporada anterior, o Denver Broncos, enfrentando o Carolina Panthers.
A decisão desta temporada foi o Super Bowl LI, a grande final, em 5 de fevereiro de 2017, no NRG Stadium em Houston, Texas, e terminou com a vitória do New England Patriots, que conquistou seu quinto título de Super Bowl na história da franquia.
Pela primeira vez desde que o Houston Oilers se mudou para Tennessee, se tornando os Titans, em 1997, um time da NFL se mudou para outra cidade, já que o St. Louis Rams partiu de St. Louis, Missouri, e foi para Los Angeles na Califórnia, antigo lar da equipe de 1946 a 1994.

## Mudança nas regras
As seguintes mudanças de regra foram aprovadas para a temporada de 2016 da NFL em uma reunião dos donos dos times feita em 22 de março de 2016:
- Permitir que os chamadores de jogadas defensivas e ofensivas das equipes técnicas usem seu sistema de comunicação jogador-técnicos independente de eles estarem no campo ou na cabine técnica.
- As regras do extra-point adotadas na temporada de 2015 se tornam permanentes. O chute do ponto extra é da linha de 15 jardas e as defesas podem retornar tais chutes bloqueados, ou fumbles ou interceptações durante as conversões de dois pontos vale dois pontos também.
- Os chop blocks (bloqueios abaixo da cintura) se tornam ilegais para qualquer jogador no campo (mesmo os que não estão perto da bola).
- As definições do que é "tackle pelo colarinho" foram expandidas para incluir tackles onde o jogador é agarrado pela camisa ou acima da marcação do nome e derrubado para o chão.
- Fazer o gesto de pedir tempo (time-out) quando não é mais permitido é sujeito a uma penalidade de atraso de jogo delay-of-game (5 jardas).
- Mudança de uma penalidade de cinco jardas para perda de uma descida down quando um recebedor vá para além dos limites do campo e volta para dentro e, ilegalmente, toca na bola quando passada para frente.
- Eliminando vários lugares de aplicação para as faltas duplas cometidas após mudança de posse de bola.

As seguintes mudanças de regra foram aprovadas para a temporada de 2016 da NFL em uma reunião dos donos dos times feita em 23 de março de 2016 (sujeito a nova aprovação para tornar permanente em 2017):
- O local do touchback após os kickoffs e outros chutes é feito agora a partir da linha de 25 jardas, similar ao que acontece na NCAA desde 2012 (um touchback feito após um turnover ou um punt ainda é feito na linha de 20 jarda). O objetivo desta regra é tentar diminuir o número de retornos de kickoff: retornadores podem ficar mais relutantes em retornar e a posição não ser tão favorável.[7]
- Jogadores que cometerem duas penalidades de conduta antidesportiva no mesmo jogo serão expulsos do jogo imediatamente. Isso é em resposta ao que aconteceu com o wide receiver do New York Giants, Odell Beckham Jr., que cometeu três faltas pessoais em uma partida contra o cornerback Josh Norman do Carolina Panthers e não foi expulso. Esta mudança esta sendo chamada de "Regra Odell Beckham". Porém analistas dizem que essa regra não teria afetado Beckham pois ele cometeu faltas pessoais e não condutas antidesportivas.[8]

As seguintes mudanças de regra foram aprovadas para a temporada de 2016 da NFL em uma reunião dos donos dos times feita em 24 de maio de 2016:
- Refinando o que é uma jogada passível de revisão, incluindo os seguintes:
  - Jogadas envolvendo posse de bola.
  - Jogadas envolvendo tocar a bola ou o chão.
  - Jogadas feitas na linha do gol.
  - Jogadas feitas nos limites do campo.
  - Jogadas feitas na linha de scrimmage.
  - Jogadas feitas na linha de primeira down.
  - Número de jogadores em campo durante o snap.
  - Administração do jogo (o que inclui a aplicação correta de regras de jogo, descidas apropriadas, locais onde faltas seriam aplicadas e o relógio/cronômetro do jogo)

Outras mudanças para a temporada de 2016 foram feitas:
- Proibição dos jogadores usarem capuzes embaixo das camisas dos uniformes. Isto aconteceu em resposta ao recebedor James Jones do Green Bay Packers que usava um capuz por debaixo do uniforme durante a temporada de 2015, que escondia o nome do atleta da camiseta.[10]
- Apenas o treinador principal pode entrar no campo de jogo e apenas para checar um jogador machucado.[10]
- Se, durante o cara-ou-coroa, a moeda usada não girar no ar, o juiz pode relançar a moeda.
- Times de treinamento (practice squad) agora podem ter quatro jogadores com duas temporadas de experiência, um aumento de dois jogadores.[11]
- Relatórios de contusão não aceitaram mais a designação "provável". A categoria "questionável" será expandida para incluir contusões que podem prevenir jogadores de entrar em campo, enquanto a categoria "duvidoso" também será expandida para incluir jogadores que provavelmente não poderão jogar. Antes de 2016 o percentual de probabilidade do atleta ir a campo em cada categoria era: 75% para "provável", 50% para "questionável" e 25% para "duvidoso".[12]

## Protestos durante o hino nacional
Em 2016, vários atletas da liga começaram a se ajoelhar durante a execução do hino nacional dos Estados Unidos. Tais protestos ganharam força após o quarterback Colin Kaepernick, do San Francisco 49ers, ficar sentado durante o hino, que antecede cada jogo, ao contrário da tradição que os jogadores ficam de pé com a mão no peito. Os protestos de Kaepernick e dos outros jogadores atraíram atenção da mídia. Os atletas alegaram estar fazendo aquilo para mostrar seu desgosto para um país que, segundo eles, era tolerante com a contra brutalidade policial e a desigualdade racial (principalmente contra afro-americanos). A atitude dos jogadores, tolerada pela NFL e pelos donos do time, causou protestos por parte da audiência da liga e por várias personalidades políticas, mas muitos também os apoiaram, principalmente ativistas.

## Classificação
V = Vitórias, D = Derrotas, E = Empates, PCT = porcentagem de vitórias, PF= Pontos feitos, PS = Pontos sofridos
Classificados para os playoffs estão marcados em verde
| AFC Leste            |    |    |   |       |     |     |
| Time                 | V  | D  | E | PCT   | PF  | PS  |
| New England Patriots | 14 | 2  | 0 | 87,5% | 441 | 250 |
| Miami Dolphins       | 10 | 6  | 0 | 62,5% | 363 | 380 |
| Buffalo Bills        | 7  | 9  | 0 | 43,8% | 399 | 378 |
| New York Jets        | 5  | 11 | 0 | 31,3% | 275 | 409 |
| AFC Norte            |    |    |   |       |     |     |
| Time                 | V  | D  | E | PCT   | PF  | PS  |
| Pittsburgh Steelers  | 11 | 5  | 0 | 68,8% | 399 | 327 |
| Baltimore Ravens     | 8  | 8  | 0 | 50%   | 343 | 321 |
| Cincinnati Bengals   | 6  | 9  | 1 | 40,6% | 325 | 315 |
| Cleveland Browns     | 1  | 15 | 0 | 06,3% | 264 | 452 |
| AFC Sul              |    |    |   |       |     |     |
| Time                 | V  | D  | E | PCT   | PF  | PS  |
| Houston Texans       | 9  | 7  | 0 | 56,3% | 279 | 328 |
| Tennessee Titans     | 9  | 7  | 0 | 56,3% | 381 | 378 |
| Indianapolis Colts   | 8  | 8  | 0 | 50%   | 411 | 392 |
| Jacksonville Jaguars | 3  | 13 | 0 | 18,8% | 318 | 400 |
| AFC Oeste            |    |    |   |       |     |     |
| Time                 | V  | D  | E | PCT   | PF  | PS  |
| Kansas City Chiefs   | 12 | 4  | 0 | 75%   | 389 | 311 |
| Oakland Raiders      | 12 | 4  | 0 | 75%   | 416 | 385 |
| Denver Broncos       | 9  | 7  | 0 | 56,3% | 333 | 297 |
| San Diego Chargers   | 5  | 11 | 0 | 31,3% | 410 | 423 |

| NFC Leste            |    |    |   |       |     |     |
| Time                 | V  | D  | E | PCT   | PF  | PS  |
| Dallas Cowboys       | 13 | 3  | 0 | 81,3% | 421 | 306 |
| New York Giants      | 11 | 5  | 0 | 68,8% | 310 | 284 |
| Washington Redskins  | 8  | 7  | 1 | 53,1% | 396 | 383 |
| Philadelphia Eagles  | 7  | 9  | 0 | 43,8% | 367 | 331 |
| NFC Norte            |    |    |   |       |     |     |
| Time                 | V  | D  | E | PCT   | PF  | PS  |
| Green Bay Packers    | 10 | 6  | 0 | 62,5% | 432 | 388 |
| Detroit Lions        | 9  | 7  | 0 | 56,3% | 346 | 358 |
| Minnesota Vikings    | 8  | 8  | 0 | 50%   | 327 | 307 |
| Chicago Bears        | 3  | 13 | 0 | 18,8% | 279 | 399 |
| NFC Sul              |    |    |   |       |     |     |
| Time                 | V  | D  | E | PCT   | PF  | PS  |
| Atlanta Falcons      | 11 | 5  | 0 | 68,8% | 540 | 406 |
| Tampa Bay Buccaneers | 9  | 7  | 0 | 56,3% | 354 | 369 |
| New Orleans Saints   | 7  | 9  | 0 | 43,8% | 469 | 454 |
| Carolina Panthers    | 6  | 10 | 0 | 37,5% | 369 | 402 |
| NFC Oeste            |    |    |   |       |     |     |
| Time                 | V  | D  | E | PCT   | PF  | PS  |
| Seattle Seahawks     | 10 | 5  | 1 | 65,6% | 354 | 292 |
| Arizona Cardinals    | 7  | 8  | 1 | 46,9% | 418 | 362 |
| Los Angeles Rams     | 4  | 12 | 0 | 25%   | 224 | 394 |
| San Francisco 49ers  | 2  | 14 | 0 | 12,5% | 309 | 480 |

## Jogos da temporada regular
| Semana 1               |        |                      |        |                                     |
| Time visitante         | Pontos | Time da casa         | Pontos | Local do jogo                       |
| 8 de setembro de 2016  |        |                      |        |                                     |
| Carolina Panthers      | 20     | Denver Broncos       | 21     | Sports Authority Field at Mile High |
| 11 de setembro de 2016 |        |                      |        |                                     |
| Tampa Bay Buccaneers   | 31     | Atlanta Falcons      | 24     | Georgia Dome                        |
| Minnesota Vikings      | 25     | Tennessee Titans     | 16     | Nissan Stadium                      |
| Cleveland Browns       | 10     | Philadelphia Eagles  | 29     | Lincoln Financial Field             |
| Cincinnati Bengals     | 23     | New York Jets        | 22     | MetLife Stadium                     |
| Oakland Raiders        | 35     | New Orleans Saints   | 34     | Mercedes-Benz Superdome             |
| San Diego Chargers     | 27     | Kansas City Chiefs   | 33     | Arrowhead Stadium                   |
| Buffalo Bills          | 7      | Baltimore Ravens     | 13     | M&T Bank Stadium                    |
| Chicago Bears          | 14     | Houston Texans       | 23     | NRG Stadium                         |
| Green Bay Packers      | 27     | Jacksonville Jaguars | 23     | EverBank Field                      |
| Miami Dolphins         | 10     | Seattle Seahawks     | 12     | CenturyLink Field                   |
| New York Giants        | 20     | Dallas Cowboys       | 19     | AT&T Stadium                        |
| Detroit Lions          | 39     | Indianapolis Colts   | 35     | Lucas Oil Stadium                   |
| New England Patriots   | 23     | Arizona Cardinals    | 21     | University of Phoenix Stadium       |
| 12 de setembro de 2016 |        |                      |        |                                     |
| Pittsburgh Steelers    | 38     | Washington Redskins  | 16     | FedEx Field                         |
| Los Angeles Rams       | 0      | San Francisco 49ers  | 28     | Levi's Stadium                      |

| Semana 2               |        |                      |        |                                     |
| Time visitante         | Pontos | Time da casa         | Pontos | Local do jogo                       |
| 15 de setembro de 2016 |        |                      |        |                                     |
| New York Jets          | 37     | Buffalo Bills        | 31     | New Era Field                       |
| 18 de setembro de 2016 |        |                      |        |                                     |
| San Francisco 49ers    | 27     | Carolina Panthers    | 46     | Bank of America Stadium             |
| Dallas Cowboys         | 27     | Washington Redskins  | 23     | FedEx Field                         |
| Cincinnati Bengals     | 16     | Pittsburgh Steelers  | 24     | Heinz Field                         |
| New Orleans Saints     | 13     | New York Giants      | 16     | MetLife Stadium                     |
| Miami Dolphins         | 24     | New England Patriots | 31     | Gillette Stadium                    |
| Kansas City Chiefs     | 12     | Houston Texans       | 19     | NRG Stadium                         |
| Tennessee Titans       | 16     | Detroit Lions        | 15     | Ford Field                          |
| Baltimore Ravens       | 25     | Cleveland Browns     | 20     | FirstEnergy Stadium                 |
| Seattle Seahawks       | 3      | Los Angeles Rams     | 9      | Los Angeles Memorial Coliseum       |
| Tampa Bay Buccaneers   | 7      | Arizona Cardinals    | 40     | University of Phoenix Stadium       |
| Jacksonville Jaguars   | 14     | San Diego Chargers   | 38     | Qualcomm Stadium                    |
| Atlanta Falcons        | 35     | Oakland Raiders      | 28     | Oakland Alameda Coliseum            |
| Indianapolis Colts     | 20     | Denver Broncos       | 34     | Sports Authority Field at Mile High |
| Green Bay Packers      | 14     | Minnesota Vikings    | 17     | U.S. Bank Stadium                   |
| 19 de setembro de 2016 |        |                      |        |                                     |
| Philadelphia Eagles    | 29     | Chicago Bears        | 14     | Soldier Field                       |

| Semana 3               |        |                      |        |                         |
| Time visitante         | Pontos | Time da casa         | Pontos | Local do jogo           |
| 22 de setembro de 2016 |        |                      |        |                         |
| Houston Texans         | 00     | New England Patriots | 27     | Gillette Stadium        |
| 25 de setembro de 2016 |        |                      |        |                         |
| Arizona Cardinals      | 18     | Buffalo Bills        | 33     | New Era Field           |
| Oakland Raiders        | 17     | Tennessee Titans     | 10     | Nissan Stadium          |
| Washington Redskins    | 29     | New York Giants      | 27     | MetLife Stadium         |
| Cleveland Browns       | 24     | Miami Dolphins       | 30     | Hard Rock Stadium       |
| Baltimore Ravens       | 19     | Jacksonville Jaguars | 17     | EverBank Field          |
| Detroit Lions          | 27     | Green Bay Packers    | 34     | Lambeau Field           |
| Denver Broncos         | 29     | Cincinnati Bengals   | 17     | Paul Brown Stadium      |
| Minnesota Vikings      | 22     | Carolina Panthers    | 10     | Bank of America Stadium |
| Los Angeles Rams       | 37     | Tampa Bay Buccaneers | 32     | Raymond James Stadium   |
| San Francisco 49ers    | 18     | Seattle Seahawks     | 37     | CenturyLink Field       |
| New York Jets          | 3      | Kansas City Chiefs   | 24     | Arrowhead Stadium       |
| San Diego Chargers     | 22     | Indianapolis Colts   | 26     | Lucas Oil Stadium       |
| Pittsburgh Steelers    | 3      | Philadelphia Eagles  | 34     | Lincoln Financial Field |
| Chicago Bears          | 17     | Dallas Cowboys       | 31     | AT&T Stadium            |
| 26 de setembro de 2016 |        |                      |        |                         |
| Atlanta Falcons        | 45     | New Orleans Saints   | 32     | Mercedes-Benz Superdome |

| Semana 4                     |        |                      |        |                               |
| Time visitante               | Pontos | Time da casa         | Pontos | Local do jogo                 |
| 29 de setembro de 2016       |        |                      |        |                               |
| Miami Dolphins               | 7      | Cincinnati Bengals   | 22     | Paul Brown Stadium            |
| 2 de outubro de 2016         |        |                      |        |                               |
| Indianapolis Colts           | 27     | Jacksonville Jaguars | 30     | Estádio de Wembley            |
| Tennessee Titans             | 20     | Houston Texans       | 27     | NRG Stadium                   |
| Cleveland Browns             | 20     | Washington Redskins  | 31     | FedEx Field                   |
| Seattle Seahawks             | 27     | New York Jets        | 17     | MetLife Stadium               |
| Buffalo Bills                | 16     | New England Patriots | 0      | Gillette Stadium              |
| Carolina Panthers            | 33     | Atlanta Falcons      | 48     | Georgia Dome                  |
| Oakland Raiders              | 28     | Baltimore Ravens     | 27     | M&T Bank Stadium              |
| Detroit Lions                | 14     | Chicago Bears        | 17     | Soldier Field                 |
| Denver Broncos               | 27     | Tampa Bay Buccaneers | 7      | Raymond James Stadium         |
| Los Angeles Rams             | 17     | Arizona Cardinals    | 13     | University of Phoenix Stadium |
| New Orleans Saints           | 35     | San Diego Chargers   | 34     | Qualcomm Stadium              |
| Dallas Cowboys               | 24     | San Francisco 49ers  | 17     | Levi's Stadium                |
| Kansas City Chiefs           | 14     | Pittsburgh Steelers  | 43     | Heinz Field                   |
| 3 de outubro de 2016         |        |                      |        |                               |
| New York Giants              | 10     | Minnesota Vikings    | 24     | U.S. Bank Stadium             |
| Não jogaram: Packers, Eagles |        |                      |        |                               |

| Semana 5                                       |        |                     |        |                                     |
| Time visitante                                 | Pontos | Time da casa        | Pontos | Local do jogo                       |
| 6 de outubro de 2016                           |        |                     |        |                                     |
| Arizona Cardinals                              | 33     | San Francisco 49ers | 21     | Levi's Stadium                      |
| 9 de outubro de 2016                           |        |                     |        |                                     |
| New England Patriots                           | 33     | Cleveland Browns    | 13     | FirstEnergy Stadium                 |
| Philadelphia Eagles                            | 23     | Detroit Lions       | 24     | Ford Field                          |
| Chicago Bears                                  | 23     | Indianapolis Colts  | 29     | Lucas Oil Stadium                   |
| Tennessee Titans                               | 30     | Miami Dolphins      | 17     | Hard Rock Stadium                   |
| Washington Redskins                            | 16     | Baltimore Ravens    | 10     | M&T Bank Stadium                    |
| Houston Texans                                 | 13     | Minnesota Vikings   | 31     | U.S. Bank Stadium                   |
| New York Jets                                  | 13     | Pittsburgh Steelers | 31     | Heinz Field                         |
| Atlanta Falcons                                | 23     | Denver Broncos      | 16     | Sports Authority Field at Mile High |
| Cincinnati Bengals                             | 14     | Dallas Cowboys      | 28     | AT&T Stadium                        |
| Buffalo Bills                                  | 30     | Los Angeles Rams    | 19     | Los Angeles Memorial Coliseum       |
| San Diego Chargers                             | 31     | Oakland Raiders     | 34     | Oakland Alameda Coliseum            |
| New York Giants                                | 16     | Green Bay Packers   | 23     | Lambeau Field                       |
| 10 de outubro de 2016                          |        |                     |        |                                     |
| Tampa Bay Buccaneers                           | 17     | Carolina Panthers   | 14     | Bank of America Stadium             |
| Não jogaram: Jaguars, Chiefs, Saints, Seahawks |        |                     |        |                                     |

| Semana 6                         |        |                      |        |                               |
| Time visitante                   | Pontos | Time da casa         | Pontos | Local do jogo                 |
| 13 de outubro de 2016            |        |                      |        |                               |
| Denver Broncos                   | 13     | San Diego Chargers   | 21     | Qualcomm Stadium              |
| 16 de outubro de 2016            |        |                      |        |                               |
| San Francisco 49ers              | 16     | Buffalo Bills        | 45     | New Era Field                 |
| Philadelphia Eagles              | 20     | Washington Redskins  | 27     | FedEx Field                   |
| Cleveland Browns                 | 26     | Tennessee Titans     | 28     | Nissan Stadium                |
| Baltimore Ravens                 | 23     | New York Giants      | 27     | MetLife Stadium               |
| Carolina Panthers                | 38     | New Orleans Saints   | 41     | Mercedes-Benz Superdome       |
| Jacksonville Jaguars             | 17     | Chicago Bears        | 16     | Soldier Field                 |
| Los Angeles Rams                 | 28     | Detroit Lions        | 31     | Ford Field                    |
| Pittsburgh Steelers              | 15     | Miami Dolphins       | 30     | Hard Rock Stadium             |
| Cincinnati Bengals               | 17     | New England Patriots | 35     | Gillette Stadium              |
| Kansas City Chiefs               | 26     | Oakland Raiders      | 10     | Oakland Alameda Coliseum      |
| Atlanta Falcons                  | 24     | Seattle Seahawks     | 26     | CenturyLink Field             |
| Dallas Cowboys                   | 30     | Green Bay Packers    | 16     | Lambeau Field                 |
| Indianapolis Colts               | 23     | Houston Texans       | 26     | NRG Stadium                   |
| 17 de outubro de 2016            |        |                      |        |                               |
| New York Jets                    | 3      | Arizona Cardinals    | 28     | University of Phoenix Stadium |
| Não jogaram: Vikings, Buccaneers |        |                      |        |                               |

| Semana 7                       |        |                      |        |                                     |
| Time visitante                 | Pontos | Time da casa         | Pontos | Local do jogo                       |
| 20 de outubro de 2016          |        |                      |        |                                     |
| Chicago Bears                  | 10     | Green Bay Packers    | 26     | Lambeau Field                       |
| 23 de outubro de 2016          |        |                      |        |                                     |
| New York Giants                | 17     | Los Angeles Rams     | 10     | Estádio de Twickenham               |
| New Orleans Saints             | 21     | Kansas City Chiefs   | 27     | Arrowhead Stadium                   |
| Indianapolis Colts             | 34     | Tennessee Titans     | 26     | Nissan Stadium                      |
| Minnesota Vikings              | 10     | Philadelphia Eagles  | 21     | Lincoln Financial Field             |
| Cleveland Browns               | 17     | Cincinnati Bengals   | 31     | Paul Brown Stadium                  |
| Washington Redskins            | 17     | Detroit Lions        | 20     | Ford Field                          |
| Oakland Raiders                | 33     | Jacksonville Jaguars | 16     | EverBank Field                      |
| Buffalo Bills                  | 25     | Miami Dolphins       | 28     | Hard Rock Stadium                   |
| Baltimore Ravens               | 16     | New York Jets        | 24     | MetLife Stadium                     |
| Tampa Bay Buccaneers           | 34     | San Francisco 49ers  | 17     | Levi's Stadium                      |
| San Diego Chargers             | 33     | Atlanta Falcons      | 30     | Georgia Dome                        |
| New England Patriots           | 27     | Pittsburgh Steelers  | 16     | Heinz Field                         |
| Seattle Seahawks               | 6      | Arizona Cardinals    | 6      | University of Phoenix Stadium       |
| 24 de outubro de 2016          |        |                      |        |                                     |
| Houston Texans                 | 9      | Denver Broncos       | 27     | Sports Authority Field at Mile High |
| Não jogaram: Panthers, Cowboys |        |                      |        |                                     |

| Semana 8                                                     |        |                      |        |                                     |
| Time visitante                                               | Pontos | Time da casa         | Pontos | Local do jogo                       |
| 27 de outubro de 2016                                        |        |                      |        |                                     |
| Jacksonville Jaguars                                         | 22     | Tennessee Titans     | 36     | Nissan Stadium                      |
| 30 de outubro de 2016                                        |        |                      |        |                                     |
| Washington Redskins                                          | 27     | Cincinnati Bengals   | 27     | Estádio de Wembley                  |
| Kansas City Chiefs                                           | 30     | Indianapolis Colts   | 14     | Lucas Oil Stadium                   |
| Arizona Cardinals                                            | 20     | Carolina Panthers    | 30     | Bank of America Stadium             |
| Oakland Raiders                                              | 30     | Tampa Bay Buccaneers | 24     | Raymond James Stadium               |
| Seattle Seahawks                                             | 20     | New Orleans Saints   | 25     | Mercedes-Benz Superdome             |
| Detroit Lions                                                | 13     | Houston Texans       | 20     | NRG Stadium                         |
| New England Patriots                                         | 41     | Buffalo Bills        | 25     | New Era Field                       |
| New York Jets                                                | 31     | Cleveland Browns     | 28     | FirstEnergy Stadium                 |
| San Diego Chargers                                           | 19     | Denver Broncos       | 27     | Sports Authority Field at Mile High |
| Green Bay Packers                                            | 32     | Atlanta Falcons      | 33     | Georgia Dome                        |
| Philadelphia Eagles                                          | 23     | Dallas Cowboys       | 29     | AT&T Stadium                        |
| 31 de outubro de 2016                                        |        |                      |        |                                     |
| Minnesota Vikings                                            | 10     | Chicago Bears        | 20     | Soldier Field                       |
| Não jogaram: Ravens, Rams, Dolphins, Giants, Steelers, 49ers |        |                      |        |                                     |

| Semana 9                                                           |        |                      |        |                               |
| Time visitante                                                     | Pontos | Time da casa         | Pontos | Local do jogo                 |
| 3 de novembro de 2016                                              |        |                      |        |                               |
| Atlanta Falcons                                                    | 43     | Tampa Bay Buccaneers | 28     | Raymond James Stadium         |
| 6 de novembro de 2016                                              |        |                      |        |                               |
| Detroit Lions                                                      | 22     | Minnesota Vikings    | 16     | U.S. Bank Stadium             |
| Philadelphia Eagles                                                | 23     | New York Giants      | 28     | MetLife Stadium               |
| New York Jets                                                      | 23     | Miami Dolphins       | 27     | Hard Rock Stadium             |
| Jacksonville Jaguars                                               | 14     | Kansas City Chiefs   | 19     | Arrowhead Stadium             |
| Dallas Cowboys                                                     | 35     | Cleveland Browns     | 10     | FirstEnergy Stadium           |
| Pittsburgh Steelers                                                | 14     | Baltimore Ravens     | 21     | M&T Bank Stadium              |
| New Orleans Saints                                                 | 41     | San Francisco 49ers  | 23     | Levi's Stadium                |
| Carolina Panthers                                                  | 13     | Los Angeles Rams     | 10     | Los Angeles Memorial Coliseum |
| Indianapolis Colts                                                 | 31     | Green Bay Packers    | 26     | Lambeau Field                 |
| Tennessee Titans                                                   | 35     | San Diego Chargers   | 43     | Qualcomm Stadium              |
| Denver Broncos                                                     | 20     | Oakland Raiders      | 30     | Oakland Alameda Coliseum      |
| 7 de novembro de 2016                                              |        |                      |        |                               |
| Buffalo Bills                                                      | 25     | Seattle Seahawks     | 31     | CenturyLink Field             |
| Não jogaram: Cardinals, Bears, Bengals, Texans, Patriots, Redskins |        |                      |        |                               |

| Semana 10                                 |        |                      |        |                               |
| Time visitante                            | Pontos | Time da casa         | Pontos | Local do jogo                 |
| 10 de novembro de 2016                    |        |                      |        |                               |
| Cleveland Browns                          | 7      | Baltimore Ravens     | 28     | M&T Bank Stadium              |
| 13 de novembro de 2016                    |        |                      |        |                               |
| Houston Texans                            | 24     | Jacksonville Jaguars | 21     | EverBank Field                |
| Denver Broncos                            | 25     | New Orleans Saints   | 23     | Mercedes-Benz Superdome       |
| Los Angeles Rams                          | 9      | New York Jets        | 6      | MetLife Stadium               |
| Atlanta Falcons                           | 15     | Philadelphia Eagles  | 24     | Lincoln Financial Field       |
| Kansas City Chiefs                        | 20     | Carolina Panthers    | 17     | Bank of America Stadium       |
| Chicago Bears                             | 10     | Tampa Bay Buccaneers | 36     | Raymond James Stadium         |
| Minnesota Vikings                         | 20     | Washington Redskins  | 26     | FedEx Field                   |
| Green Bay Packers                         | 25     | Tennessee Titans     | 47     | Nissan Stadium                |
| Miami Dolphins                            | 31     | San Diego Chargers   | 24     | Qualcomm Stadium              |
| San Francisco 49ers                       | 20     | Arizona Cardinals    | 23     | University of Phoenix Stadium |
| Dallas Cowboys                            | 35     | Pittsburgh Steelers  | 30     | Heinz Field                   |
| Seattle Seahawks                          | 31     | New England Patriots | 24     | Gillette Stadium              |
| 14 de novembro de 2016                    |        |                      |        |                               |
| Cincinnati Bengals                        | 20     | New York Giants      | 21     | MetLife Stadium               |
| Não jogaram: Bills, Lions, Colts, Raiders |        |                      |        |                               |

| Semana 11                                     |        |                     |        |                               |
| Time visitante                                | Pontos | Time da casa        | Pontos | Local do jogo                 |
| 17 de novembro de 2016                        |        |                     |        |                               |
| New Orleans Saints                            | 20     | Carolina Panthers   | 23     | Bank of America Stadium       |
| 20 de novembro de 2016                        |        |                     |        |                               |
| Pittsburgh Steelers                           | 24     | Cleveland Browns    | 9      | FirstEnergy Stadium           |
| Baltimore Ravens                              | 17     | Dallas Cowboys      | 27     | AT&T Stadium                  |
| Jacksonville Jaguars                          | 19     | Detroit Lions       | 26     | Ford Field                    |
| Tennessee Titans                              | 17     | Indianapolis Colts  | 24     | Lucas Oil Stadium             |
| Buffalo Bills                                 | 16     | Cincinnati Bengals  | 12     | Paul Brown Stadium            |
| Tampa Bay Buccaneers                          | 19     | Kansas City Chiefs  | 17     | Arrowhead Stadium             |
| Chicago Bears                                 | 16     | New York Giants     | 22     | MetLife Stadium               |
| Arizona Cardinals                             | 24     | Minnesota Vikings   | 30     | U.S. Bank Stadium             |
| Miami Dolphins                                | 14     | Los Angeles Rams    | 10     | Los Angeles Memorial Coliseum |
| New England Patriots                          | 30     | San Francisco 49ers | 17     | Levi's Stadium                |
| Philadelphia Eagles                           | 15     | Seattle Seahawks    | 26     | CenturyLink Field             |
| Green Bay Packers                             | 24     | Washington Redskins | 42     | FedEx Field                   |
| 21 de novembro de 2016                        |        |                     |        |                               |
| Houston Texans                                | 20     | Oakland Raiders     | 27     | Estádio Azteca                |
| Não jogaram: Falcons, Broncos, Jets, Chargers |        |                     |        |                               |

| Semana 12              |        |                      |        |                                     |
| Time visitante         | Pontos | Time da casa         | Pontos | Local do jogo                       |
| 24 de novembro de 2016 |        |                      |        |                                     |
| Minnesota Vikings      | 13     | Detroit Lions        | 16     | Ford Field                          |
| Washington Redskins    | 26     | Dallas Cowboys       | 31     | AT&T Stadium                        |
| Pittsburgh Steelers    | 28     | Indianapolis Colts   | 7      | Lucas Oil Stadium                   |
| 27 de novembro de 2016 |        |                      |        |                                     |
| Tennessee Titans       | 27     | Chicago Bears        | 21     | Soldier Field                       |
| Jacksonville Jaguars   | 21     | Buffalo Bills        | 28     | New Era Field                       |
| Cincinnati Bengals     | 14     | Baltimore Ravens     | 19     | M&T Bank Stadium                    |
| Arizona Cardinals      | 19     | Atlanta Falcons      | 38     | Georgia Dome                        |
| New York Giants        | 27     | Cleveland Browns     | 13     | FirstEnergy Stadium                 |
| Los Angeles Rams       | 21     | New Orleans Saints   | 49     | Mercedes-Benz Superdome             |
| San Francisco 49ers    | 24     | Miami Dolphins       | 31     | Hard Rock Stadium                   |
| San Diego Chargers     | 21     | Houston Texans       | 13     | NRG Stadium                         |
| Seattle Seahawks       | 5      | Tampa Bay Buccaneers | 14     | Raymond James Stadium               |
| New England Patriots   | 22     | New York Jets        | 17     | MetLife Stadium                     |
| Carolina Panthers      | 32     | Oakland Raiders      | 35     | Oakland Alameda Coliseum            |
| Kansas City Chiefs     | 30     | Denver Broncos       | 27     | Sports Authority Field at Mile High |
| 28 de novembro de 2016 |        |                      |        |                                     |
| Green Bay Packers      | 27     | Philadelphia Eagles  | 13     | Lincoln Financial Field             |

| Semana 13                   |        |                      |        |                               |
| Time visitante              | Pontos | Time da casa         | Pontos | Local do jogo                 |
| 1 de dezembro de 2016       |        |                      |        |                               |
| Dallas Cowboys              | 17     | Minnesota Vikings    | 15     | U.S. Bank Stadium             |
| 4 de dezembro de 2016       |        |                      |        |                               |
| Kansas City Chiefs          | 29     | Atlanta Falcons      | 28     | Georgia Dome                  |
| Detroit Lions               | 28     | New Orleans Saints   | 13     | Mercedes-Benz Superdome       |
| Los Angeles Rams            | 10     | New England Patriots | 26     | Gillette Stadium              |
| Denver Broncos              | 20     | Jacksonville Jaguars | 10     | EverBank Field                |
| Houston Texans              | 13     | Green Bay Packers    | 21     | Lambeau Field                 |
| Philadelphia Eagles         | 14     | Cincinnati Bengals   | 32     | Paul Brown Stadium            |
| Miami Dolphins              | 6      | Baltimore Ravens     | 38     | M&T Bank Stadium              |
| San Francisco 49ers         | 6      | Chicago Bears        | 26     | Soldier Field                 |
| Buffalo Bills               | 24     | Oakland Raiders      | 38     | Oakland Alameda Coliseum      |
| New York Giants             | 14     | Pittsburgh Steelers  | 24     | Heinz Field                   |
| Washington Redskins         | 23     | Arizona Cardinals    | 31     | University of Phoenix Stadium |
| Tampa Bay Buccaneers        | 28     | San Diego Chargers   | 21     | Qualcomm Stadium              |
| Carolina Panthers           | 7      | Seattle Seahawks     | 40     | CenturyLink Field             |
| 5 de dezembro de 2016       |        |                      |        |                               |
| Indianapolis Colts          | 41     | New York Jets        | 10     | MetLife Stadium               |
| Não jogaram: Browns, Titans |        |                      |        |                               |

| Semana 14              |        |                      |        |                          |
| Time visitante         | Pontos | Time da casa         | Pontos | Local do jogo            |
| 8 de dezembro de 2016  |        |                      |        |                          |
| Oakland Raiders        | 13     | Kansas City Chiefs   | 21     | Arrowhead Stadium        |
| 12 de dezembro de 2016 |        |                      |        |                          |
| Pittsburgh Steelers    | 27     | Buffalo Bills        | 20     | New Era Field            |
| Denver Broncos         | 10     | Tennessee Titans     | 13     | Nissan Stadium           |
| Washington Redskins    | 27     | Philadelphia Eagles  | 22     | Lincoln Financial Field  |
| Arizona Cardinals      | 23     | Miami Dolphins       | 26     | Hard Rock Stadium        |
| San Diego Chargers     | 16     | Carolina Panthers    | 28     | Bank of America Stadium  |
| Cincinnati Bengals     | 23     | Cleveland Browns     | 10     | FirstEnergy Stadium      |
| Chicago Bears          | 17     | Detroit Lions        | 20     | Ford Field               |
| Houston Texans         | 22     | Indianapolis Colts   | 17     | Lucas Oil Stadium        |
| Minnesota Vikings      | 25     | Jacksonville Jaguars | 16     | EverBank Field           |
| New York Jets          | 23     | San Francisco 49ers  | 17     | Levi's Stadium           |
| New Orleans Saints     | 11     | Tampa Bay Buccaneers | 16     | Raymond James Stadium    |
| Atlanta Falcons        | 42     | Los Angeles Rams     | 14     | Oakland Alameda Coliseum |
| Seattle Seahawks       | 10     | Green Bay Packers    | 38     | Lambeau Field            |
| Dallas Cowboys         | 7      | New York Giants      | 10     | MetLife Stadium          |
| 13 de dezembro de 2016 |        |                      |        |                          |
| Baltimore Ravens       | 23     | New England Patriots | 30     | Gillette Stadium         |

| Semana 15              |        |                     |        |                                     |
| Time visitante         | Pontos | Time da casa        | Pontos | Local do jogo                       |
| 15 de dezembro de 2016 |        |                     |        |                                     |
| Los Angeles Rams       | 3      | Seattle Seahawks    | 24     | CenturyLink Field                   |
| 17 de dezembro de 2016 |        |                     |        |                                     |
| Miami Dolphins         | 34     | New York Jets       | 13     | MetLife Stadium                     |
| 18 de dezembro de 2016 |        |                     |        |                                     |
| Green Bay Packers      | 30     | Chicago Bears       | 27     | Soldier Field                       |
| Cleveland Browns       | 13     | Buffalo Bills       | 33     | New Era Field                       |
| Philadelphia Eagles    | 26     | Baltimore Ravens    | 27     | M&T Bank Stadium                    |
| Tennessee Titans       | 19     | Kansas City Chiefs  | 17     | Arrowhead Stadium                   |
| Pittsburgh Steelers    | 24     | Cincinnati Bengals  | 20     | Paul Brown Stadium                  |
| Detroit Lions          | 6      | New York Giants     | 17     | MetLife Stadium                     |
| Indianapolis Colts     | 34     | Minnesota Vikings   | 6      | U.S. Bank Stadium                   |
| Jacksonville Jaguars   | 20     | Houston Texans      | 21     | NRG Stadium                         |
| New Orleans Saints     | 48     | Arizona Cardinals   | 41     | University of Phoenix Stadium       |
| San Francisco 49ers    | 13     | Atlanta Falcons     | 41     | Georgia Dome                        |
| Oakland Raiders        | 19     | San Diego Chargers  | 16     | Qualcomm Stadium                    |
| New England Patriots   | 16     | Denver Broncos      | 3      | Sports Authority Field at Mile High |
| Tampa Bay Buccaneers   | 20     | Dallas Cowboys      | 26     | AT&T Stadium                        |
| 19 de dezembro de 2016 |        |                     |        |                                     |
| Carolina Panthers      | 26     | Washington Redskins | 15     | FedEx Field                         |

| Semana 16              |        |                      |        |                               |
| Time visitante         | Pontos | Time da casa         | Pontos | Local do jogo                 |
| 22 de dezembro de 2016 |        |                      |        |                               |
| New York Giants        | 19     | Philadelphia Eagles  | 24     | Lincoln Financial Field       |
| 24 de dezembro de 2016 |        |                      |        |                               |
| Miami Dolphins         | 34     | Buffalo Bills        | 31     | New Era Field                 |
| New York Jets          | 3      | New England Patriots | 41     | Gillette Stadium              |
| Tennessee Titans       | 17     | Jacksonville Jaguars | 38     | EverBank Field                |
| Minnesota Vikings      | 25     | Green Bay Packers    | 38     | Lambeau Field                 |
| San Diego Chargers     | 17     | Cleveland Browns     | 20     | FirstEnergy Stadium           |
| Washington Redskins    | 41     | Chicago Bears        | 21     | Soldier Field                 |
| Atlanta Falcons        | 33     | Carolina Panthers    | 16     | Bank of America Stadium       |
| Indianapolis Colts     | 25     | Oakland Raiders      | 33     | Oakland Alameda Coliseum      |
| Tampa Bay Buccaneers   | 24     | New Orleans Saints   | 31     | Mercedes-Benz Superdome       |
| Arizona Cardinals      | 34     | Seattle Seahawks     | 31     | CenturyLink Field             |
| San Francisco 49ers    | 22     | Los Angeles Rams     | 21     | Los Angeles Memorial Coliseum |
| Cincinnati Bengals     | 10     | Houston Texans       | 12     | NRG Stadium                   |
| 25 de dezembro de 2016 |        |                      |        |                               |
| Baltimore Ravens       | 27     | Pittsburgh Steelers  | 31     | Heinz Field                   |
| Denver Broncos         | 10     | Kansas City Chiefs   | 33     | Arrowhead Stadium             |
| 26 de dezembro de 2016 |        |                      |        |                               |
| Detroit Lions          | 21     | Dallas Cowboys       | 42     | AT&T Stadium                  |

| Semana 17            |        |                      |        |                                     |
| Time visitante       | Pontos | Time da casa         | Pontos | Local do jogo                       |
| 1 de janeiro de 2017 |        |                      |        |                                     |
| Baltimore Ravens     | 10     | Cincinnati Bengals   | 27     | Paul Brown Stadium                  |
| Houston Texans       | 17     | Tennessee Titans     | 24     | Nissan Stadium                      |
| Carolina Panthers    | 16     | Tampa Bay Buccaneers | 17     | Raymond James Stadium               |
| Cleveland Browns     | 24     | Pittsburgh Steelers  | 27     | Heinz Field                         |
| Dallas Cowboys       | 13     | Philadelphia Eagles  | 27     | Lincoln Financial Field             |
| Buffalo Bills        | 10     | New York Jets        | 30     | MetLife Stadium                     |
| Chicago Bears        | 10     | Minnesota Vikings    | 38     | U.S. Bank Stadium                   |
| Jacksonville Jaguars | 20     | Indianapolis Colts   | 24     | Lucas Oil Stadium                   |
| New England Patriots | 35     | Miami Dolphins       | 14     | Hard Rock Stadium                   |
| Kansas City Chiefs   | 37     | San Diego Chargers   | 27     | Qualcomm Stadium                    |
| Arizona Cardinals    | 44     | Los Angeles Rams     | 6      | Los Angeles Memorial Coliseum       |
| Oakland Raiders      | 6      | Denver Broncos       | 24     | Sports Authority Field at Mile High |
| New York Giants      | 19     | Washington Redskins  | 10     | FedEx Field                         |
| Seattle Seahawks     | 25     | San Francisco 49ers  | 23     | Levi's Stadium                      |
| New Orleans Saints   | 32     | Atlanta Falcons      | 38     | Georgia Dome                        |
| Green Bay Packers    | 31     | Detroit Lions        | 24     | Ford Field                          |

## Pós-temporada
Os playoffs (ou mata-mata) da temporada de 2016 da NFL começaram com o jogo de repescagem (Wild Card) no final de semana, dias 7 e 8 de janeiro de 2017. O vencedor de cada jogo visitou os dois times de melhor campanha da sua conferência nos playoffs de divisão, que foram disputados em 14 e 15 de janeiro. O vencedor destas partidas se encontraram nas finais de conferência (o NFC Championship Game e o AFC Championship Game), realizadas em 22 de janeiro. O Pro Bowl desta temporada aconteceu no renovado estádio Camping World em Orlando, Flórida, em 29 de janeiro.
A grande final, o Super Bowl LI, aconteceu em 5 de fevereiro de 2017 no NRG Stadium em Houston, no estado do Texas.

### Playoffs
|  |                                  |                                  |                                  |                |                |                                   |                                   |                                   |                                  |                                  |                                  |                              |                              |                              |  |  |  |  |
|  | 8 de janeiro – Heinz Field       | 8 de janeiro – Heinz Field       | 8 de janeiro – Heinz Field       |                |                | 15 de janeiro – Arrowhead Stadium | 15 de janeiro – Arrowhead Stadium | 15 de janeiro – Arrowhead Stadium |                                  |                                  |                                  |                              |                              |                              |  |  |  |  |
|  | 8 de janeiro – Heinz Field       | 8 de janeiro – Heinz Field       | 8 de janeiro – Heinz Field       |                |                | 15 de janeiro – Arrowhead Stadium | 15 de janeiro – Arrowhead Stadium | 15 de janeiro – Arrowhead Stadium |                                  |                                  |                                  |                              |                              |                              |  |  |  |  |
|  | 8 de janeiro – Heinz Field       | 8 de janeiro – Heinz Field       | 8 de janeiro – Heinz Field       |                |                | 15 de janeiro – Arrowhead Stadium | 15 de janeiro – Arrowhead Stadium | 15 de janeiro – Arrowhead Stadium |                                  |                                  |                                  |                              |                              |                              |  |  |  |  |
|  | 8 de janeiro – Heinz Field       | 8 de janeiro – Heinz Field       | 8 de janeiro – Heinz Field       |                |                | 15 de janeiro – Arrowhead Stadium | 15 de janeiro – Arrowhead Stadium | 15 de janeiro – Arrowhead Stadium |                                  |                                  |                                  |                              |                              |                              |  |  |  |  |
|  | 6                                | Miami                            | 12                               |                |                | 15 de janeiro – Arrowhead Stadium | 15 de janeiro – Arrowhead Stadium | 15 de janeiro – Arrowhead Stadium |                                  |                                  |                                  |                              |                              |                              |  |  |  |  |
|  | 6                                | Miami                            | 12                               | 3              | Pittsburgh     | 18                                |                                   |                                   |                                  |                                  |                                  |                              |                              |                              |  |  |  |  |
|  | 3                                | Pittsburgh                       | 30                               | 3              | Pittsburgh     | 18                                |                                   |                                   | 22 de janeiro – Gillette Stadium | 22 de janeiro – Gillette Stadium | 22 de janeiro – Gillette Stadium |                              |                              |                              |  |  |  |  |
|  | 3                                | Pittsburgh                       | 30                               | 2              | Kansas City    | 16                                |                                   |                                   | 22 de janeiro – Gillette Stadium | 22 de janeiro – Gillette Stadium | 22 de janeiro – Gillette Stadium |                              |                              |                              |  |  |  |  |
|  |                                  |                                  |                                  | 2              | Kansas City    | 16                                |                                   |                                   | 22 de janeiro – Gillette Stadium | 22 de janeiro – Gillette Stadium | 22 de janeiro – Gillette Stadium |                              |                              |                              |  |  |  |  |
|  | AFC                              |                                  |                                  |                |                |                                   |                                   |                                   | 22 de janeiro – Gillette Stadium | 22 de janeiro – Gillette Stadium | 22 de janeiro – Gillette Stadium |                              |                              |                              |  |  |  |  |
|  | 7 de janeiro – NRG Stadium       | 7 de janeiro – NRG Stadium       | 7 de janeiro – NRG Stadium       | 3              | Pittsburgh     | 17                                |                                   |                                   |                                  |                                  |                                  |                              |                              |                              |  |  |  |  |
|  | 7 de janeiro – NRG Stadium       | 7 de janeiro – NRG Stadium       | 7 de janeiro – NRG Stadium       | 3              | Pittsburgh     | 17                                | 14 de janeiro – Gillette Stadium  |                                   |                                  |                                  |                                  |                              |                              |                              |  |  |  |  |
|  | 7 de janeiro – NRG Stadium       | 7 de janeiro – NRG Stadium       | 7 de janeiro – NRG Stadium       |                | 1              | New England                       | 36                                |                                   |                                  |                                  |                                  |                              |                              |                              |  |  |  |  |
|  | 7 de janeiro – NRG Stadium       | 7 de janeiro – NRG Stadium       | 7 de janeiro – NRG Stadium       |                | 1              | New England                       | 36                                |                                   |                                  |                                  |                                  |                              |                              |                              |  |  |  |  |
|  | 5                                | Oakland                          | 14                               | Campeão da AFC | Campeão da AFC | Campeão da AFC                    |                                   |                                   |                                  |                                  |                                  |                              |                              |                              |  |  |  |  |
|  | 5                                | Oakland                          | 14                               | Campeão da AFC | Campeão da AFC | Campeão da AFC                    | 4                                 | Houston                           | 16                               |                                  |                                  |                              |                              |                              |  |  |  |  |
|  | 4                                | Houston                          | 27                               | Campeão da AFC | Campeão da AFC | Campeão da AFC                    | 4                                 | Houston                           | 16                               |                                  |                                  | 5 de fevereiro – NRG Stadium | 5 de fevereiro – NRG Stadium | 5 de fevereiro – NRG Stadium |  |  |  |  |
|  | 4                                | Houston                          | 27                               | Campeão da AFC | Campeão da AFC | Campeão da AFC                    | 1                                 | New England                       | 34                               |                                  |                                  | 5 de fevereiro – NRG Stadium | 5 de fevereiro – NRG Stadium | 5 de fevereiro – NRG Stadium |  |  |  |  |
|  | Playoffs de Wild Card            |                                  |                                  |                |                |                                   | 1                                 | New England                       | 34                               |                                  |                                  | 5 de fevereiro – NRG Stadium | 5 de fevereiro – NRG Stadium | 5 de fevereiro – NRG Stadium |  |  |  |  |
|  | Playoffs de Divisão              |                                  |                                  |                |                |                                   |                                   |                                   |                                  |                                  |                                  | 5 de fevereiro – NRG Stadium | 5 de fevereiro – NRG Stadium | 5 de fevereiro – NRG Stadium |  |  |  |  |
|  | 8 de janeiro – Lambeau Field     | 8 de janeiro – Lambeau Field     | 8 de janeiro – Lambeau Field     | 1              | New England    | 34                                |                                   |                                   |                                  |                                  |                                  |                              |                              |                              |  |  |  |  |
|  | 8 de janeiro – Lambeau Field     | 8 de janeiro – Lambeau Field     | 8 de janeiro – Lambeau Field     | 1              | New England    | 34                                | 15 de janeiro – AT&T Stadium      |                                   |                                  |                                  |                                  |                              |                              |                              |  |  |  |  |
|  | 8 de janeiro – Lambeau Field     | 8 de janeiro – Lambeau Field     | 8 de janeiro – Lambeau Field     |                | 2              | Atlanta                           | 28                                |                                   |                                  |                                  |                                  |                              |                              |                              |  |  |  |  |
|  | 8 de janeiro – Lambeau Field     | 8 de janeiro – Lambeau Field     | 8 de janeiro – Lambeau Field     |                | 2              | Atlanta                           | 28                                |                                   |                                  |                                  |                                  |                              |                              |                              |  |  |  |  |
|  | 5                                | NY Giants                        | 13                               | Super Bowl LI  | Super Bowl LI  | Super Bowl LI                     |                                   |                                   |                                  |                                  |                                  |                              |                              |                              |  |  |  |  |
|  | 5                                | NY Giants                        | 13                               | Super Bowl LI  | Super Bowl LI  | Super Bowl LI                     | 4                                 | Green Bay                         | 34                               |                                  |                                  |                              |                              |                              |  |  |  |  |
|  | 4                                | Green Bay                        | 38                               | Super Bowl LI  | Super Bowl LI  | Super Bowl LI                     | 4                                 | Green Bay                         | 34                               |                                  |                                  | 22 de janeiro – Georgia Dome | 22 de janeiro – Georgia Dome | 22 de janeiro – Georgia Dome |  |  |  |  |
|  | 4                                | Green Bay                        | 38                               | Super Bowl LI  | Super Bowl LI  | Super Bowl LI                     | 1                                 | Dallas                            | 31                               |                                  |                                  | 22 de janeiro – Georgia Dome | 22 de janeiro – Georgia Dome | 22 de janeiro – Georgia Dome |  |  |  |  |
|  |                                  |                                  |                                  |                |                |                                   | 1                                 | Dallas                            | 31                               |                                  |                                  | 22 de janeiro – Georgia Dome | 22 de janeiro – Georgia Dome | 22 de janeiro – Georgia Dome |  |  |  |  |
|  | NFC                              |                                  |                                  |                |                |                                   |                                   |                                   |                                  |                                  |                                  | 22 de janeiro – Georgia Dome | 22 de janeiro – Georgia Dome | 22 de janeiro – Georgia Dome |  |  |  |  |
|  | 7 de janeiro – CenturyLink Field | 7 de janeiro – CenturyLink Field | 7 de janeiro – CenturyLink Field | 4              | Green Bay      | 21                                |                                   |                                   |                                  |                                  |                                  |                              |                              |                              |  |  |  |  |
|  | 7 de janeiro – CenturyLink Field | 7 de janeiro – CenturyLink Field | 7 de janeiro – CenturyLink Field | 4              | Green Bay      | 21                                | 14 de janeiro – Georgia Dome      |                                   |                                  |                                  |                                  |                              |                              |                              |  |  |  |  |
|  | 7 de janeiro – CenturyLink Field | 7 de janeiro – CenturyLink Field | 7 de janeiro – CenturyLink Field |                | 2              | Atlanta                           | 44                                |                                   |                                  |                                  |                                  |                              |                              |                              |  |  |  |  |
|  | 7 de janeiro – CenturyLink Field | 7 de janeiro – CenturyLink Field | 7 de janeiro – CenturyLink Field |                | 2              | Atlanta                           | 44                                |                                   |                                  |                                  |                                  |                              |                              |                              |  |  |  |  |
|  | 6                                | Detroit                          | 6                                | Campeão da NFC | Campeão da NFC | Campeão da NFC                    |                                   |                                   |                                  |                                  |                                  |                              |                              |                              |  |  |  |  |
|  | 6                                | Detroit                          | 6                                | Campeão da NFC | Campeão da NFC | Campeão da NFC                    | 3                                 | Seattle                           | 20                               |                                  |                                  |                              |                              |                              |  |  |  |  |
|  | 3                                | Seattle                          | 26                               | Campeão da NFC | Campeão da NFC | Campeão da NFC                    | 3                                 | Seattle                           | 20                               |                                  |                                  |                              |                              |                              |  |  |  |  |
|  | 3                                | Seattle                          | 26                               | Campeão da NFC | Campeão da NFC | Campeão da NFC                    | 2                                 | Atlanta                           | 36                               |                                  |                                  |                              |                              |                              |  |  |  |  |
|  |                                  |                                  |                                  |                |                |                                   | 2                                 | Atlanta                           | 36                               |                                  |                                  |                              |                              |                              |  |  |  |  |

## Prêmios

### Individuais
| Prêmio                             | Vencedor                     | Posição                   | Time                              |
| ---------------------------------- | ---------------------------- | ------------------------- | --------------------------------- |
| AP Most Valuable Player (MVP)      | Matt Ryan                    | Quarterback               | Atlanta Falcons                   |
| AP Jogador de Ataque do Ano        | Matt Ryan                    | Quarterback               | Atlanta Falcons                   |
| AP Jogador de Defesa do Ano        | Khalil Mack                  | Defensive End             | Oakland Raiders                   |
| AP Treinador do Ano                | Jason Garrett                | Treinador                 | Dallas Cowboys                    |
| AP Jogador Novato de Ataque do Ano | Dak Prescott                 | Quarterback               | Dallas Cowboys                    |
| AP Jogador Novato de Defesa do Ano | Joey Bosa                    | Defensive End             | San Diego Chargers                |
| AP Comeback Player of the Year     | Jordy Nelson                 | Wide Receiver             | Green Bay Packers                 |
| Pepsi Novato do Ano                | Dak Prescott                 | Quarterback               | Dallas Cowboys                    |
| Walter Payton NFL Man of the Year  | Larry Fitzgerald Eli Manning | Wide Receiver Quarterback | Arizona Cardinals New York Giants |
| PFWA NFL Executivo do Ano          | Reggie McKenzie              | Executivo                 | Oakland Raiders                   |
| Super Bowl Most Valuable Player    | Tom Brady                    | Quarterback               | New England Patriots              |

### Time All-Pro
Os seguintes jogadores foram escolhidos como First Team All-Pro pela Associated Press:
| Ataque        | Ataque                                         |
| ------------- | ---------------------------------------------- |
| Quarterback   | Matt Ryan, Atlanta                             |
| Running back  | Ezekiel Elliott, Dallas                        |
| Flex          | David Johnson, Arizona                         |
| Wide receiver | Antonio Brown, Pittsburgh Julio Jones, Atlanta |
| Tight end     | Travis Kelce, Kansas City                      |
| Left tackle   | Tyron Smith, Dallas                            |
| Left guard    | Kelechi Osemele, Oakland                       |
| Center        | Travis Frederick, Dallas                       |
| Right guard   | Zack Martin, Dallas                            |
| Right tackle  | Jack Conklin, Tennessee                        |

| Defesa           | Defesa                                                    |
| ---------------- | --------------------------------------------------------- |
| Edge rusher      | Khalil Mack, Oakland Vic Beasley, Atlanta                 |
| Interior lineman | Aaron Donald, Los Angeles Damon Harrison, New York Giants |
| Linebacker       | Von Miller, Denver Bobby Wagner, Seattle Sean Lee, Dallas |
| Cornerback       | Aqib Talib, Denver Marcus Peters, Kansas City             |
| Safety           | Landon Collins, New York Giants Eric Berry, Kansas City   |

| Placekicker   | Justin Tucker, Baltimore         |
| Punter        | Johnny Hekker, Los Angeles       |
| Kick returner | Cordarrelle Patterson, Minnesota |
| Especialistas | Matthew Slater, New England      |

### Jogador da semana/mês
Os seguintes jogadores foram nomeados como os melhores durante a temporada de 2016:
| Semana/ Mê | Ataque Jogador da Semana/Mês  | Ataque Jogador da Semana/Mês | Defesa Jogador da Semana/Mês  | Defesa Jogador da Semana/Mês         | Time de especialistas Jogador da Semana/Mês | Time de especialistas Jogador da Semana/Mês |
| Semana/ Mê | AFC                           | NFC                          | AFC                           | NFC                                  | AFC                                         | NFC                                         |
| ---------- | ----------------------------- | ---------------------------- | ----------------------------- | ------------------------------------ | ------------------------------------------- | ------------------------------------------- |
| 1          | DeAngelo Williams (Steelers)  | Jameis Winston (Buccaneers)  | Whitney Mercilus (Texans)     | Eric Kendricks (Vikings)             | Stephen Gostkowski (Patriots)               | Sam Martin (Lions)                          |
| 2          | Ryan Fitzpatrick (Jets)       | Stefon Diggs (Vikings)       | Von Miller (Broncos)          | Marcus Cooper (Cardinals)            | Lawrence Guy (Ravens)                       | Janoris Jenkins (Giants)                    |
| 3          | Trevor Siemian (Broncos)      | Carson Wentz (Eagles)        | Marcus Peters (Chiefs)        | Everson Griffen (Vikings)            | Ryan Allen (Patriots)                       | Dustin Hopkins (Redskins)                   |
| Setembro   | LeGarrette Blount (Patriots)  | Matt Ryan (Falcons)          | Von Miller (Broncos)          | Fletcher Cox (Eagles)                | Justin Tucker (Ravens)                      | Dustin Hopkins (Redskins)                   |
| 4          | Ben Roethlisberger (Steelers) | Julio Jones (Falcons)        | Zach Brown (Bills)            | Aaron Donald (Rams)                  | Will Fuller (Texans)                        | Jon Ryan (Seahawks)                         |
| 5          | Tom Brady (Patriots)          | David Johnson (Cardinals)    | Nickell Robey-Coleman (Bills) | Darius Slay (Lions)                  | Adam Vinatieri (Colts)                      | Jamison Crowder (Redskins)                  |
| 6          | Jay Ajayi (Dolphins)          | Odell Beckham Jr. (Giants)   | Dont'a Hightower (Patriots)   | David Irving (Cowboys)               | Drew Kaser (Chargers)                       | Wil Lutz (Saints)                           |
| 7          | Jay Ajayi (Dolphins)          | Davante Adams (Packers)      | Denzel Perryman (Chargers)    | Landon Collins (Giants)              | Marquette King (Raiders)                    | Josh Huff (Eagles)                          |
| 8          | Derek Carr (Raiders)          | Jordan Howard (Bears)        | Bradley Roby (Broncos)        | Star Lotulelei (Panthers)            | Shane Lechler (Texans)                      | Wil Lutz (Saints)                           |
| Outubro    | Tom Brady (Patriots)          | David Johnson (Cardinals)    | Lorenzo Alexander (Bills)     | Cliff Avril (Seahawks)               | Adam Vinatieri (Colts)                      | Matt Bryant (Falcons)                       |
| 9          | Melvin Gordon (Chargers)      | Matt Ryan (Falcons)          | Khalil Mack (Raiders)         | Landon Collins (Giants)              | Jordan Todman (Colts)                       | Matt Prater (Lions)                         |
| 10         | Marcus Mariota (Titans)       | Ezekiel Elliott (Cowboys)    | Eric Berry (Chiefs)           | Kam Chancellor (Seahawks)            | Justin Simmons (Broncos)                    | Johnny Hekker (Rams)                        |
| 11         | Tom Brady (Patriots)          | Kirk Cousins (Redskins)      | Stephon Tuitt (Steelers)      | Xavier Rhodes (Vikings)              | Dan Carpenter (Bills)                       | Roberto Aguayo (Buccaneers)                 |
| 12         | Tyreek Hill (Chiefs)          | Mark Ingram (Saints)         | Khalil Mack (Raiders)         | Jason Pierre-Paul (Giants)           | Justin Tucker (Ravens)                      | Matt Prater (Lions)                         |
| Novembro   | Marcus Mariota (Titans)       | Kirk Cousins (Redskins)      | Khalil Mack (Raiders)         | Landon Collins (Giants)              | Cairo Santos (Chiefs)                       | Matt Prater (Lions)                         |
| 13         | Andrew Luck (Colts)           | David Johnson (Cardinals)    | Eric Berry (Chiefs)           | Akiem Hicks (Bears)                  | Stephen Gostkowski (Patriots)               | Matt Prater (Lions)                         |
| 14         | Le'Veon Bell (Steelers)       | Aaron Rodgers (Packers)      | Geno Atkins (Bengals)         | Vic Beasley (Falcons)                | Tyreek Hill (Chiefs)                        | Brad Wing (Giants)                          |
| 15         | Matt Moore (Dolphins)         | Devonta Freeman (Falcons)    | Bruce Irvin (Raiders)         | Ha Ha Clinton-Dix (Packers)          | Ryan Succop (Titans)                        | Brad Wing (Giants)                          |
| 16         | Jay Ajayi (Dolphins)          | Aaron Rodgers (Packers)      | Jalen Ramsey (Jaguars)        | Malcolm Jenkins (Eagles)             | Jamie Meder (Browns)                        | Matt Bryant (Falcons)                       |
| Dezembro   | Le’Veon Bell (Steelers)       | Aaron Rodgers (Packers)      | Quintin Demps (Texans)        | Vic Beasley (Falcons)                | Tyreek Hill (Chiefs)                        | Johnny Hekker (Rams)                        |
| 17         | Julian Edelman (Patriots)     | Matt Ryan (Falcons)          | Robert Mathis (Colts)         | Dominique Rodgers-Cromartie (Giants) | Tyreek Hill (Chiefs)                        | Bryan Anger (Buccaneers)                    |

| Semana | FedEx Air Jogador da Semana (Quarterbacks) | FedEx Ground Jogador da Semana (Running Backs) | Pepsi Next Novato da Semana | Castrol Edge Performance decisiva of the Week |
| ------ | ------------------------------------------ | ---------------------------------------------- | --------------------------- | --------------------------------------------- |
| 1      | Jameis Winston (Buccaneers)                | DeAngelo Williams (Steelers)                   | Carson Wentz (Eagles)       | Derek Carr (Raiders)                          |
| 2      | Phillip Rivers (Chargers)                  | Matt Forte (Jets)                              | Corey Coleman (Browns)      | Marcus Mariota (Titans)                       |
| 3      | Trevor Siemian (Broncos)                   | LeSean McCoy (Bills)                           | Carson Wentz (Eagles)       | Su'a Cravens (Redskins)                       |
| 4      | Matt Ryan (Falcons)                        | Ezekiel Elliott (Cowboys)                      | Dak Prescott (Cowboys)      | Derek Carr (Raiders)                          |
| 5      | Ben Roethlisberger (Steelers)              | Ezekiel Elliott (Cowboys)                      | Carson Wentz (Eagles)       | Roberto Aguayo (Buccaneers)                   |
| 6      | Drew Brees (Saints)                        | Jay Ajayi (Dolphins)                           | Jatavis Brown (Chargers)    | Odell Beckham Jr. (Giants)                    |
| 7      | Aaron Rodgers (Packers)                    | Jay Ajayi (Dolphins)                           | Joey Bosa (Chargers)        | Denzel Perryman (Chargers)                    |
| 8      | Derek Carr (Raiders)                       | Jordan Howard (Bears)                          | Dak Prescott (Cowboys)      | Derek Carr (Raiders)                          |
| 9      | Drew Brees (Saints)                        | Latavius Murray (Raiders)                      | Dak Prescott (Cowboys)      | Melvin Gordon (Chargers)                      |
| 10     | Marcus Mariota (Titans)                    | DeMarco Murray (Titans)                        | Ezekiel Elliott (Cowboys)   | Ezekiel Elliott (Cowboys)                     |
| 11     | Kirk Cousins (Redskins)                    | Rob Kelley (Redskins)                          | Dak Prescott (Cowboys)      | Amari Cooper (Raiders)                        |
| 12     | Drew Brees (Saints)                        | Mark Ingram (Saints)                           | Noah Spence (Buccaneers)    | Derek Carr (Raiders)                          |
| 13     | Joe Flacco (Ravens)                        | Latavius Murray (Raiders)                      | Ezekiel Elliott (Cowboys)   | Khalil Mack (Raiders)                         |
| 14     | Aaron Rodgers (Packers)                    | Le'Veon Bell (Steelers)                        | Ezekiel Elliott (Cowboys)   | Keith Tandy (Buccaneers)                      |
| 15     | Matt Ryan (Falcons)                        | Devonta Freeman (Falcons)                      | Ezekiel Elliott (Cowboys)   | Sebastian Janikowski (Raiders)                |
| 16     | Aaron Rodgers (Packers)                    | Jay Ajayi (Dolphins)                           | Dak Prescott (Cowboys)      | Antonio Brown (Steelers)                      |
| 17     | Matt Ryan (Falcons)                        | Isaiah Crowell (Browns)                        | Tyreek Hill (Chiefs)        | Mike Evans (Buccaneers)                       |

| Mês      | Novato do Mês             | Novato do Mês            |
| Mês      | Ataque                    | Defensa                  |
| -------- | ------------------------- | ------------------------ |
| Setembro | Carson Wentz (Eagles)     | Deion Jones (Falcons)    |
| Outubro  | Ezekiel Elliott (Cowboys) | Joey Bosa (Chargers)     |
| Novembro | Dak Prescott (Cowboys)    | Noah Spence (Buccaneers) |
| Dezembro | Jordan Howard (Bears)     | Joey Bosa (Chargers)     |